# Central Pacolet
Central Pacolet – miasto w Stanach Zjednoczonych, w stanie Karolina Południowa, w hrabstwie Spartanburg.